# Littérature et musique au XXe siècle
 (janvier 2014).
 (janvier 2014).
Si vous disposez d'ouvrages ou d'articles de référence ou si vous connaissez des sites web de qualité traitant du thème abordé ici, merci de compléter l'article en donnant les références utiles à sa vérifiabilité et en les liant à la section « Notes et références ».

## L’évolution de l’utilisation de la littérature dans la musique vocale duXXesiècle

### Introduction
« On pourrait imaginer une histoire de la littérature, ou, pour mieux dire : des productions de langage, qui serait l'histoire des expédients verbaux, souvent très fous, dont les hommes ont usé pour réduire, apprivoiser, nier, ou au contraire assumer ce qui est toujours un délire, à savoir l'inadéquation fondamentale du langage et du réel. »

— R. Barthes, Leçon (Éditions du Seuil), p. 22
Pour certains compositeurs du XXe siècle, l’unification de la littérature et la musique dans la tradition occidentale n’arrivait plus à satisfaire leur soif d’art total. Effectivement, nous remarquons tout au long de l’histoire que les grands artistes occidentaux seront littéralement fascinés par l’expression ultime. Celle qui excitera tous nos sens pour accéder à une compréhension supérieure qui nous donnera accès à notre affect de manière concrète et universelle.
Qui ne désire pas faire mieux que ses prédécesseurs ? Que ce soit un Mozart utilisant le langage de ses pères pour faire briller son message inconscient à travers la voix frénétique de ses nombreuses cantatrices ; ou un Wagner s’affranchissant d’une tonalité contraignante pour offrir la liberté à sa sincérité en vue d’un dessein colossal, inventant ainsi un système complexe ayant pour but de synthétiser tous les arts ; tous avaient comme rêve d’inventer une musique qui parle directement à notre inconscient.
L’utilisation du mot « parler » ci-dessus n’est pas choisie au hasard. Dans la mesure où le sujet est « l’usage de la littérature dans la musique », nous nous concentrerons essentiellement ici sur la musique vocale.
Pour en revenir à nos compositeurs du XXe siècle, ils voyaient dans la production vocale traditionnelle (telle que l’opéra ou les lieder) un emploi de la littérature qu’ils qualifiaient de superficiel. Selon eux, dans le passée, la musique se liait réellement au texte qu’à la seule condition que l’un d’eux s’efface au détriment de l’autre, se contentant d’être sa doublure. D’où le désir de trouver un système inédit pour aboutir à un meilleur équilibre. Cet article consacrera donc ses différents chapitres aux divers procédés imaginés par ces compositeurs et écrivains pour contourner la tradition.

## DuBel cantoauSprechgesang

### AvantPierrot lunaire
Comment un compositeur aussi perfectionniste et intransigeant dans l’interprétation, et attaché à la richesse de la culture germanique, tel que Arnold Schoenberg, en est arrivé à inventer le Sprechgesang, qui aura souvent été critiqué par les plus conservateurs qui ne comprenaient pas comment la voix parlée-chantée pouvait être envisagée comme critère esthétique et considérée comme étant de la musique. Cela dit, ses œuvres telles que Pierrot lunaire ont également été parfaitement bien reçues par ses collègues contemporains. En effet, le Sprechgesang crée une ouverture inouïe dans la palette expressive de la voix. Cette invention est l’aboutissement de toute une réflexion sur l’art vocal et qui aura suscité tant d’intérêts.
Arnold Schoenberg, qui est né en 1874 à Vienne, aura vu la progression du Nazisme. Étant juif, nous pouvons facilement nous imaginer toute la haine dont il a dû être témoin lors de sa vie en Autriche et en Allemagne. Le contexte sociopolitique est à la base d’une nouvelle esthétique qui se développera beaucoup dans les cabarets berlinois par exemple. La production qui émanera de cette esthétique sera empreinte d’une atmosphère « lugubre », « sombre », « sinistre », « glauque », etc.
Schoenberg aura tendance, dans sa création vocale, à s’identifier aux personnages qu’il décrit. Il ne cherche pas à servir un texte pour en faire ressortir le caractère voulu par l’écrivain, mais à se servir des textes pour créer une musique qui sera le reflet de sa propre personnalité. Sa production est riche et diverse et suit l’évolution de son parcours personnel. Il est passé d’une musique post-romantique (vigoureuse, enflammée, souvent érotique, grandiloquente, expressive, avec des auteurs tels que Richard Dehmel) à une musique radicalement moderne (invention de l’atonalité expressionniste et le Sprechgesang, alliance avec Stefan George). Il inventa des techniques d’écriture encore jamais expérimentées.
Dans sa première œuvre vocale strictement atonale, Zwei Lieder op. 14, le piano garde un rôle d’accompagnateur. Les tensions sont surtout présentes dans la ligne du chant avec l’utilisation d’intervalles de seconde et septième. Les textes sont souvent agréables à la première lecture, mais offrent à la relecture une multitude de sens cachés parfois très obscurs. L’atonalité n’offrant aucun point d’appui, l’accompagnement peut petit à petit s’émanciper de la voix. Il n’est plus enfermé dans son rôle harmonique. Il perd sa dimension verticale pour se consacrer à la polyphonie. Il est donc à réinventer. Cela aura pour conséquence une plus grande indépendance de l’accompagnement, la voix et le texte. Le point qui nous intéresse dans cet article est celui qui lie le texte à la musique, car la sémantique n’est plus contrainte de suivre un plan tonal. Le compositeur est libre d’imaginer une musique qui ne se contente plus d’illustrer mot pour mot le texte, mais qui partira d’une image. Le chant qui n’a plus aucun point d’appui stable dans l’accompagnement a désormais la possibilité d’explorer toutes les possibilités qu’offre la voix. Elle passera du Bel canto au cri jusqu’à l’invention, avec Pierrot lunaire op. 21 (1912), du Sprechgesang.

### Pierrot lunaire
Il s’agit d’une commande d’Albertine Zehme (diseuse de cabaret) et est composé sur des poèmes d’Albert Giraud (symboliste belge). Ils sont répartis en trois parties de sept mélodrames sans aucune continuité narrative. Le thème de Pierrot lunaire est à la mode de par son côté ironique, son humour noir, son surréalisme, ses thèmes morbides de mauvais gout frôlant par moments le sadisme et la cruauté. Tout ceci appelle à une interprétation au second degré. Ce style colle bien à l’univers de Schoenberg qui, de par ses origines juives, a pu traiter les émotions telles que le doute, la fureur, la terreur, tristesse, etc. Certains ont vu en cette œuvre une sorte de dialogue entre Schoenberg et son art en l’identifiant à Pierrot qui parle à la lune.
L’utilisation de la voix est novatrice grâce à cette unique indication en début de la partition : « La mélodie indiquée par des notes pour la voix parlée n’est pas destinée au chant, sauf dans quelques passages spécialement désignés. L’interprète a le devoir, tout en observant strictement la justesse des notes, de la transformer en mélodie parlée. » Il invente ainsi le Sprechgesang qui aura un impact sans précédent sur la considération du « parlé » en musique. La différence avec le Bel canto est que le parlé-chanté donne la note à l’attaque puis l’abandonne aussitôt, là où le chant maintient la hauteur jusqu’à la fin de la note. L’interprète doit donc penser sa voix, non plus comme instrument à vent, mais comme instrument à cordes qui produit la hauteur à l’attaque.
Qu’a-t-il apporté à la musique vocale ? Il a repoussé les limites de la conception de beauté en introduisant juste l’éventualité que le chant ne doit pas nécessairement être pur pour être considéré comme tel. Le moins que l’on puisse dire, c’est que son œuvre est empreinte d’une beauté inconnue, la beauté de la laideur. Voilà quelqu’un qui nous expose l’homme tel qu’il est, traversé de peurs et d’incertitudes.

## Éviter une musique vocale figurative
Quelle meilleure manière d’enchaîner avec le point suivant que par cette citation d’Arnold Schoenberg ?
« Il y a relativement peu de gens qui soient à même de comprendre au sens purement musical ce que la musique a à dire. L’hypothèse selon laquelle une pièce musicale doit susciter des représentations, quelques qu’elles soient, faute de quoi cette pièce n’a pas été comprise ou ne vaut rien, cette hypothèse est aussi répandue que seules peuvent l’être l’erreur et la banalité.» (Il est intéressant de savoir que cette citation provient de l’Almanach du Blaue Reiter dirigé par Kandinsky qui est lui-même le chef de file du courant de l’abstraction en peinture.)
Schoenberg a été confronté à cette idée reçue lorsqu’il s’est lancé dans l’écriture vocale. Nous avons déjà abordé, dans le chapitre précédent, sa vision de l’accompagnement par rapport au texte. Étant autodidacte, il se créera un style bien à lui, précurseur de nombreux courants futurs. Il puisera son inspiration entre autres dans les Lieder de Schubert.
« J’ai été rempli de confusion en découvrant il y a quelques années que je n’avais pas le moindre soupçon des événements qui se passaient à proprement parler dans certains poèmes sur lesquels Schubert a composé des Lieder que je connaissais bien. Mais lorsque j’en eus terminé la lecture, je constatais que cette lecture ne m’avait pas aidé à comprendre davantage les Lieder en question, puisqu’elle ne m’avait pas contraint de changer ma conception du discours musical. Bien au contraire : il m’est apparu que sans connaître le poème, j’en avais peut-être même appréhendé le contenu réel, avec plus de profondeur que si j’étais resté à la surface des idées au sens proprement littéral. […] j’ai moi-même terminé d’écrire un grand nombre de Lieder, enivré par les sonorités initiales des premiers mots du texte, sans m’être le moins du monde inquiété de la suite des événements poétiques, et même les avoir compris, saisi que j’étais par le délire de la composition ; […] Ainsi ai-je pu constater, à mon grand étonnement, que jamais je n’avais rendu plus pleinement justice à mon poète que lorsque, guidé par le premier contact immédiat avec la sonorité initiale, je devinais tout ce qui allait suivre obligatoirement et de façon évidente.»
Nous pouvons mettre en opposition avec cette démarche celle qu’entreprit Wagner dans son désir d’œuvre d’art intégrale. La limite de sa démarche étant qu’il se « contentait » d’unir organiquement le texte (dont il était lui-même l’auteur) et la musique. Ainsi, il répétait sous deux formes différentes une seule et même idée (leitmotiv). La musique prend la place de figuration.
Pierre Boulez parlera de l’invention d’équivalences. Pour lui, avant de transposer une œuvre d’une certaine forme d’expression à une autre, il faut tout d’abord trouver l’équivalence. Il prendra comme contre-exemple le sonnet qui avait pour ambition de transposer une structure musicale à la littérature. Au sens inverse, rechercher une compréhension immédiate d’un poème dans la musique est pour lui la forme la moins intéressante car la musique ne pourra que brouiller la compréhension du texte, lui apportant tout au plus une touche sentimentale superflue. Or, la tendance de notre époque tend vers un désir de complémentarité des arts. Lui, ira jusqu’à supprimer complètement les mots de ses œuvres vocales. « […] la voix se fond – à bouche fermée – dans l’ensemble instrumental, où elle renoncera à son individualité propre ; elle rentre dans l’anonymat, […] On voit que, progressivement, les rapports de la voix et de l’instrument sont inversés par la disparition du verbe. […] le poème est centre de la musique, mais il est devenu absent de la musique, telle la forme d’un objet restituée par la lave, alors que l’objet lui-même a disparu – telle encore, la pétrification d’un objet à la fois reconnaissable et méconnaissable. […] La structure du poème, ses rapports formels, sont le matériel de base de la structure musicale équivalente, qu’elle soit simple support réduit au minimum de son autonomie, qu’elle devienne ample commentaire se modelant sur l’architecture (je n’ose dire : sur les “décombres”…) du verbe, telle la vie végétale prenant racine sur la pierre pour l’éclater.» Il mettra en comparaison le Pierrot lunaire de Schoenberg avec son Marteau sans maître en disant que dans l’un, la voix raconte un poème, dans l’autre, la voix chante une proposition poétique.
Nous pourrons trouver dans certaines productions contemporaines (telle que dans la musique cinématographique) quelques pistes de complémentarité non sans intérêts. Prenons comme exemple Psychose d’Alfred Hitchcock avec la musique de Bernard Herrmann. La musique, au lieu d’illustrer les images à l’écran, nous propulse vers ce qui va suivre ou nous rappelle des évènements importants de l’histoire. Ainsi, elle s’inscrit inconsciemment dans notre mémoire et joue avec notre perception temporelle, créant ainsi une polyphonie d’information (ex. une scène calme est accompagnée d’une musique angoissante, rappelant où annonçant une scène violente). Nous retrouvons également ce procédé chez Alban Berg dans Wozzeck par exemple, ou encore dans Lulu.
Michel Butor, lui, utilisera la musique pour faire ressortir d’un texte différentes possibilités de compréhension. « […] la musique peut faire sortir du texte des relations neuves par rapport à la grammaire de l’écrit ou du parlé, mettre par exemple en parallèle deux mots qui n’avaient pas de relations grammaticales particulières. Elle va donc transformer le texte, en faire sortir des possibilités latentes. […] »

## Feldman – Beckett: la musique du silence et les mots de l’abstrait
« Je n’écris pas en termes d’images littéraires, bien que 90 % ou même 98 % de la musique dans le monde plonge dans les images littéraires… ma musique a atteint un degré d’abstraction qui possède une atmosphère et est identifiable.»
S’il y a bien un couple artistique important à mettre en avant dans cet article, c’est le cas : Feldman – Beckett. Pourquoi ? Parce qu’ils sont les meilleurs exemples de transition entre un art vocal figuratif à celui de l’abstraction sémantique abordé dans le dernier chapitre ; mais aussi pour son apport philosophique.
Nous parlerons essentiellement ici de leur opéra Neither. Mais tout d’abord, en quoi ces deux artistes se rejoignent-ils ? Ils ont tous deux cette faculté de déjouer l’aspect linéaire du temps. L’immobilité est l’impression dominante dans leurs œuvres. Une immobilité poétique. Pour eux deux, les mots, tout comme les notes, sont « des simples traces d’une pensée inexprimable ».
Ce qui est sans doute le plus remarquable chez eux, c’est leur manière commune de répéter une même chose sous différents angles, Feldman en musique et Beckett en mot. Par exemple, ce dernier écrit une phrase en anglais qu’il traduira en français. Puis il retraduira l’idée en anglais. Ainsi, il répète cette même idée tout en changeant constamment les phrases. Feldman dira d’une lettre que Beckett lui a envoyée en 1977 : « […] j’ai commencé à lire. Il y avait quelque chose de singulier. Je n’arrivais pas à le saisir. Finalement, j’ai constaté que chaque ligne était en réalité la même pensée, dite d’une autre manière. Et pourtant la continuité donne l’impression qu’il se passe autre chose. Mais il ne se passe rien d’autre. En fait, vous êtes en train de vous imbiber de plus en plus profondément, de manière presque proustienne, de la pensée.» En quoi cette démarche se rapproche-t-elle de celle de Feldman ? Il est connu pour ses pièces d’une durée excessivement longue (certaines pouvant atteindre plusieurs heures) dans une même dynamique. Il traite une seule idée (intervalle, hauteur, rythme, etc.) qu’il répétera sous plusieurs variations jusqu’à ce qu’il en ait extrait toute sa substance et que le matériau de base s’épuise littéralement. Pour ce faire, il utilise beaucoup d’automatismes. Une sorte de machinerie détachée et neutre de sa propre sensibilité qu’il imbrique dans une situation polyrythmique. Il utilisera le terme d’« impersonnalité ». Comment procède-t-il concrètement ? Par exemple : il superpose plusieurs pulsations au sein d’une même idée. Cela donne l’impression d’une musique titubante vers l’avant qui cherche constamment la synchronisation d’un mètre régulier sans jamais l’atteindre. Cette manière de rendre la métrique ambiguë pour la perception lui permet de déjouer l’aspect directionnel et linéaire de la dimension temporelle. De ce décentrement permanent, ce mouvement oscillatoire, il rejoint une fois de plus la démarche de Beckett à vouloir retenir le moment présent. À l’intérieur de cette machinerie, l’idée exposée semble être constamment en changement alors qu’elle reste la même, à la fois présente et absente.
Pour en venir enfin à Neither, il faut envisager la traduction du titre de cet Opéra, à savoir : ni, aucun. Comme vous aurez pu le comprendre, Feldman et Beckett ne cherchent pas à dire quelque chose ni même transmettre un message quelconque. Ils désirent juste hypnotiser notre attention, produisant un effet soporifique sur notre perception du temps. On peut dire, étant donné que ni Feldman, ni Beckett n’aimaient l’Opéra, que celui-ci est une sorte d’antiOpéra.
Le thème que Feldman et Beckett ont choisi pour leur antiOpéra est le seuil de la conscience qu’ils symbolisent par de l’ombre. Il aborde le sujet, à savoir « Si vous êtes dans l’ombre de la compréhension ou de la non-compréhension. Je veux dire, vous êtes dans l’ombre. Vous n’allez pas du tout arriver à quelque compréhension que ce soit. Vous êtes juste laissé là-bas, tenant ceci – la pomme de terre chaude qu’est la vie ». « J’étais préoccupé par l’ombre. Et c’est précisément le sujet de l’opéra avec Beckett. Le sujet de cet opéra, c’est que notre vie est encadrée par des zones d’ombres tout autour de nous, et il nous est impossible de voir à l’intérieur de l’ombre. Du fait de notre incapacité à voir à l’intérieur des ombres, notre vie est encadrée par de l’ombre tout autour de nous, et de ce fait, notre existence est réduite à ce balancement entre les ombres de la vie et de la mort. Étant donné que nous ne pouvons pas voir à l’intérieur des ombres, notre existence est réduite à cela et nous oscillons entre les ombres de la vie et de la mort. C’est une bonne non-idée n’est-ce pas ?» (Vous avez pu remarquer la construction sémantique de ce paragraphe de Feldman qui se rapproche très fort du style de Beckett. On ressent une inspiration mutuelle chez ces deux alter ego).
Feldman nous prouve qu’il conçoit la musique sans tenir compte du texte, car il commencera l’écriture de l’Opéra avant même d’avoir reçu le texte (ce qui expliquerait l’absence de voix au début de la pièce). Il est ainsi pratiquement sûr d’éviter une musique qui se contentera d’illustrer le texte. Au bout de plusieurs minutes sans voix, une soprano entre seule sur une scène vide et sur un fond de couleur uniforme. Elle reste immobile et chante presque tout au long de l’œuvre dans le registre aigu, rendant le texte incompréhensible. On retrouve là la notion des mots comme de « simples traces d’une pensée inexprimable » citée plus haut. L’immobilité est l’impression dominante. Aucune progression, aucune direction. Feldman dira de son œuvre : « ce n’est pas un opéra, juste un poème que j’ai étendu à la durée d’un opéra ».
Pour en venir enfin au plan de l’écriture, l’impression d’immobilité est rendue à la voix par le statisme des notes répétées. La progression mélodique est très lente et l’ambitus s’élargit chromatiquement dans un mouvement de va-et-vient en spirale (l’image du serpent qui se tortille).
Ainsi donc, après avoir abordé dans le chapitre précédent une musique vocale qui abandonne l’aspect figuratif, nous découvrons avec Feldman et Beckett des poèmes mis en musique qui abandonnent tout sens narratif en conservant néanmoins un langage compréhensible contrairement aux compositeurs que nous allons aborder au chapitre suivant. Mais avant cela, comment Feldman justifie-t-il cet abandon de sens dans sa musique ? Pourquoi une musique statique et répétitive au point que l’ennui n’est pas inenvisageable à l’écoute ? La réponse est dans le silence. Un silence profondément ancré dans sa musique et dont la conception dépasse de loin le simple symbole musical. Mais Feldman n’a rien inventé. Cette conception du silence est également présente dans la musique hindoue, les temples bouddhiques, les pagodes et toutes musiques de méditation en général. Mais quelle est cette conception ? La musique de Feldman cherche à instaurer un vrai silence par l’instauration d’un son sourd (comme il est pratiqué dans les pagodes avec des cloches et clochettes). Ce son empêche tous bruits de polluer le silence de l’esprit. John Cage en a fait l’expérience dans sa pièce pour piano solo « 4’33’’ ». Il nous prouve qu’en offrant à l’auditeur du silence pur, il n’en résulte que du bruit (agitations dans la salle, toux du public, rires, murmures, etc.). C’est pourquoi, chez Feldman, il ne s’agit pas d’un silence sonore, mais un silence intérieur. Ainsi l’attention de l’auditeur se perd dans les vibrations et ouvre son esprit à la méditation.

## Quitter la sémantique pour le langage primitif du phonème
Nous quittons l’univers de Feldman pour nous diriger tout doucement vers un nouveau procédé imaginé par les compositeurs pour innover la musique vocale. Nous avons abordé rapidement dans cet article l’invention d’Arnold Schoenberg pour nous émanciper du Bel canto. Ensuite, nous avons survolé quelques exemples d’utilisation originale de la musique dans un contexte narratif avec entre autres : Alban Berg, Michel Butor, Pierre Boulez, etc. Morton Feldman, lui, contribuera à l’émancipation du texte et de la musique envers un quelconque sens narratif. Et maintenant, nous allons nous intéresser aux œuvres qui auront définitivement abandonné, non seulement le sens narratif des phrases, mais également la sémantique des mots pour ne travailler que sur les phonèmes.
Mais avant cela, retournons quelques années en arrière avec Stravinsky et tentons de comprendre le cheminement qui poussera les compositeurs à s’intéresser plus qu’aux phonèmes.
« Quelle joie de composer de la musique sur un langage conventionnel, presque rituel, d’une haute tenue s’imposant d’elle-même ! On ne se sent plus dominé par la phrase, par le mot dans son sens propre. Coulés dans un moule immuable qui assure suffisamment leur valeur expresse, ils ne réclament plus aucun commentaire. Ainsi le texte devient pour le compositeur une matière uniquement phonétique. Il pourra le décomposer à volonté et porter toute son attention sur l’élément primitif qui le compose, c’est-à-dire sur la syllabe. Cette façon de traiter le texte n’était-elle pas celle des vieux maîtres du style sévère ? Telle fut aussi, pendant des siècles, vis-à-vis de la musique, l’attitude de l’Église qui, par ce moyen, l’empêchait de verser dans la sentimentalité et, partant, dans l’individualisme.»
Aussi, nous comprenons, grâce à cet extrait révélateur, que la raison qui poussera les compositeurs à abandonner la sémantique est d’éviter une musique vocale qui dévierait au sentimentalisme poussé à l’extrême par les romantiques et les expressionnistes. Ils cherchent un art vocal qui se réconcilierait avec l’origine du langage. Nous en avons les prémisses chez Stravinsky et nous retrouvons cette influence dans l’œuvre vocale de Xenakis qui se rapproche d’une musique à caractère incantatoire.

### Un langage avant les mots
« Stimme : allemand de voix
Stimmung : allemand d’état d’âme »
Partir à la redécouverte de notre langage primitif revient à rechercher l’origine de l’intonation de la parole avant que la raison ne vienne enrichir notre vocabulaire symbolique. Mais au fond, qu’est-ce donc que l’intonation ? Cette manière drôle de colorer nos paroles ? C’est elle qui informe un auditeur de l’état émotionnel de son interlocuteur. C’est elle qui nous dit si nous sommes tristes, contents, excités, fatigués, enragés, impatients, etc. L’intonation, c’est ce son profondément humain et intemporel. Elle est en quelque sorte la musique viscérale de nos émotions, le grand frère du verbe.
En musique, nous pourrions la traduire schématiquement par les modes. Vous savez ? Ces échelles de notes qui se différencient les unes des autres par leurs enchainements d’intervalles. Les Grecs sont les premiers à les avoir systématisés à l’aide d’équations aujourd’hui bien connues par les acousticiens. Les Grecs avaient été jusqu’à associer une émotion à chacun des modes. L’un représente la joie, l’autre la nostalgie, une autre encore exprimait l’angoisse, etc.
Mais alors, une question se pose : d’où viennent ces modes ? Qu’est-ce qui leur donne ces couleurs tant caractéristiques ? Pourquoi notre oreille frissonne-t-elle à l’écoute du mode mineur ? Pourquoi notre cœur chante-t-il lorsqu’il est porté par la joie du mode majeur ? Nous pouvons en faire l’expérience avec de jeunes enfants. Cette caricature est peut-être grossière, mais elle est indéniable. Hormis une explication purement physique, la réponse à toutes ces questions se trouve peut-être dans l’origine de notre langage.
Effectivement, nous l’aurons bien compris, l’intonation est à la fois propre à chacun de nous, mais elle est également commune à tous les hommes. Il s’agit bien d’un phénomène psychosociologique. Reste à comprendre l’origine de ce phénomène.
Il semblerait que les premiers hommes, pour pouvoir exprimer leur affect, utilisaient la voyelle en variant le souffle, le timbre (en modifiant les harmoniques avec la langue et la bouche qui évoluent en s’élargissant : distinction des voyelles), hauteur du son, etc. les consonnes sont là pour rythmer un peu tous ces sons. La parole aurait pour fonction primitive la résolution des tensions biologiques et mentales (psychiques), causées par les appétences inassouvies (faims, désirs sexuels, etc.). Ainsi s’élabore lentement un certain nombre de codes sonores, renfermant chacun un message affectif, prémisse de la langue (elle dépend d’une culture, d’où la diversité des langues). Ceci expliquerait notre capacité commune de décrypter l’intonation de nos interlocuteurs. Elle véhicule des informations indépendantes aux mots. C’est l’héritage inconscient de nos lointains ancêtres.
La musique, en ayant assimilé tous ces codes, est directement liée à ce langage primitif. La musique parle depuis la nuit des temps à nos émotions. Telle serait sa fonction depuis des milliers d’années. Elle modifie notre psychique. Ainsi donc, la musique (à l’origine, le chant) est associée à un message ancestral. Elle n’est donc pas tout à fait abstraite, car inconsciemment, elle nous dit quelque chose.
J’aimerais maintenant vous poser une question. Pouvons-nous déjà parler à ce stade du langage d’une intention esthétique ? Après tout, l’animal aussi « chante ». Prenons par exemple l’oiseau. Lui aussi émet des sons fonctionnels, codifiés, remplissant certains rôles (tel que l’approche amoureuse). Mais le terme est dit. C’est un chant fonctionnel. Elle a pour fonction de transformer le psychisme d’un individu de la même espèce.
Mais nous ne sommes pas obligés d’observer nos voisins les animaux pour nous rendre compte de ce fait. Lorsque l’homme moderne occidental découvrit les chants des pygmées, il qualifiait cette pratique comme étant de la musique (au sens occidental du terme). Or, il ne s’agissait rien d’autre que d’un dispositif sonore utilitaire destiné à effrayer les animaux lors de la chasse. Ainsi donc, le fonctionnel a précédé l’esthétique. Mais alors, d’où vient cette volonté consciente de faire de la musique ? Voilà une question dont nous nous pencherons plus tard. 
Revenons à l’évolution du langage. Jusqu’à présent, rien ne nous différencie encore de l’animal qui utilise également ce langage affectif (nous l’avons démontré avec l’oiseau). Ce qui nous caractérise en tant qu’homme, c’est l’invention du verbe. Au fur et à mesure que le cerveau humain s’est développé (grâce à la découverte du feu, l’homme commencera à cuire sa viande. Cela facilitera la digestion qui entrainera une diminution du gros intestin. Une grande partie de l’énergie autrefois sollicitée par la digestion pourra être réorganisé, privilégiant la nutrition de l’organe cérébral), l’homme ressentira le besoin d’exprimer toutes les pensées qui commence à affluer dans sa tête. La parole est donc bien une fonction du corps. Il créera petit à petit le langage symbolique qui sera le reflet de cette pensée naissante. C’est précisément à cet instant (métaphoriquement parlant) que les hommes commenceront à se diviser, car les mots n’arriveront jamais à traduire fidèlement une pensée (la tour de Babel). Une pensée bien formulée n’est pas toujours une pensée bien comprise par l’autre (il suffit de constater l’énorme difficulté, lorsque l’on rédige une lettre d’amour, à trouver les mots justes pour exprimer tout ce que l’on ressent). L’affect dépasse la raison. Il est indicible.
L’aboutissement de cette pensée est l’invention de l’écriture. Elle créera un chamboulement dans l’histoire de l’humanité. Pour la première fois, l’homme abandonnera l’intonation de la voix (miroir de notre affect) pour ne transmettre que le verbe (résultat de la pensée). Dès lors, l’homme commencera à s’intellectualiser pour finalement aller jusqu’à l’oubli quasi total de ses instincts animal. Il ira jusqu’à systématiser le dernier moyen d’expression de notre affect : la musique, qui, jusque-là, avait tenté d’unir ces deux contraires que sont le mot et l’intonation à travers le chant (de tradition orale).
Seule la discontinuité résulte de l’écriture. Un affect n’est pas une chose mesurée, cloisonnée, « saucissonnée », etc. La pensée n’est que la partie consciente de notre esprit, qui est le résultat de notre constitution psychique (elle nous permet de nous adapter au monde extérieur en apprivoisant notre milieu), mais en aucun cas, elle ne doit le remporter sur les autres aspects de notre biologie.
Prenons comme exemple la tonalité telle que le musicien occidental la conçoit. Elle est née d’une logique spéculative de la consonance. Or, la consonance est bien le seul état qui n’existe que partiellement et relativement à des principes limités non absolus pour la simple raison qu’elle impliquerait bien trop de facteurs changeants (les ordinateurs mettrons en évidence l’absence de justesse absolue grâce aux études entreprises sur l’acoustique. Schoenberg s’est d’ailleurs émancipé du Bel canto en considérant la justesse approximatif de la voix parlée dans son système d’écriture). L’état d’équilibre n’est qu’une utopie de l’esprit. Cet acharnement ne répond qu’au besoin humain de structures, reflets de son esprit carré face à la complexité du chaos qui l’entoure. La recherche « d’harmonie » dans le chant primitif n’avait pas pour but d’atteindre un point d'équilibre acoustiquement parlant, mais plutôt de rechercher une union entre l'énergie acoustique et le flux nerveux de notre esprit pour tenter de résoudre les tensions de notre psychique. Ce ne sera que plus tard, exclusivement en Europe, que le chant (et la musique en général) sera un centre de recherche esthétique.
Mais cette attitude qui consiste à écouter de la musique pour sa beauté n’est pas si ancienne que ça. Elle remonte grosso modo à la Renaissance. Avant ça, le chant n’était pas destiné à satisfaire un auditeur passif à qui il faut plaire à tout prix. Ce nouveau rapport entre chanteur et auditeur a bouleversé considérablement la conception de la musique. Elle a eu pour impact l’évolution que nous connaissons dans le monde occidental. D’où la divergence avec d’autres cultures extraeuropéennes au début du siècle dernier, qui elles, avaient conservé l’aspect fonctionnel de la musique. Et c’est précisément ce rapport perdu avec la musique que certains compositeurs contemporains tenteront de retrouver avec la décomposition du mot en phonème. C’est en quelque sorte, retourner au temps d’avant les mots, lorsque la musique n’était pas régie par la raison et sa recherche d’esthétisme.
Mais revenons à nos compositeurs contemporains avec cette citation de Xenakis qui sera le pont entre la proposition de Stravinsky à traiter les phonèmes et la démarche des compositeurs qui le succéderont.
« […] on peut toujours se servir d’un texte pour le rendre musical – par exemple par le biais des phonèmes – et pour qu’il fasse en quelque sorte partie intégrante de la musique. Mais alors, il n’est pas nécessaire d’utiliser un texte complet : on peut tout aussi bien inventer ses propres phonèmes, trouver soi-même les sonorités sur lesquelles travailler.»
La première œuvre que je citerais pour illustrer ce changement serait Circles (1960) de Luciano Berio. En effet, elle traduit bien ce passage du mot au phonème, et plus particulièrement le troisième mouvement. Il s’agit d’une œuvre pour voix, harpe et deux percussions sur les poèmes de E.E. Cummings. Les instruments de percussion amplifient les attaques des consonnes et la pulsation rythmique qu’elles articulent. Les rapports entre le texte et la musique évoluent tout au long de l’œuvre jusqu’à la dislocation, dans le troisième mouvement, des phrases que constituent le texte. Il se désintègre pour glisser lentement du discours parlé aux mots, puis au son, pour finalement ne garder que les attaques des consonnes. Ainsi on est passé du son des hauteurs déterminées au simple bruit.

### Poésie sonore
Un autre système d’expression, cette fois-ci non pas dirigé par des compositeurs, mais part des poètes, qui aura un impact sur la musique est la poésie sonore. F. T. Marinetti écrira en 1913 : « Nous voulons aujourd’hui que l’ivresse lyrique ne dispose plus les mots suivant l’ordre de la syntaxe avant de les lancer au moyen des respirations voulues par nous. Nous avons ainsi les Mots en liberté. En outre, notre ivresse lyrique doit librement déformer les mots en les coupant ou en les allongeant, renforçant leur centre ou leurs extrémités, augmentant ou diminuant le nombre des voyelles et des consonnes. Nous aurons ainsi la nouvelle orthographe que j’appelle libre expression. Cette déformation instinctive des mots correspond à notre penchant naturel pour l’onomatopée. Peu importe si le mot déformé devient équivoque. Il se fondra mieux avec les accords onomatopéiques ou résumés de bruits et nous permettra d’atteindre bientôt l’accord onomatopéique psychique, expression sonore, mais abstraite d’une émotion ou d’une pensée pure. » Toutes sortes de techniques prendront naissance à cette époque. Telle que l’onomatopoésie par G. Ballà, l’onomalangue par F. Depero, ou encore la poésie pentagrammée par F. Cangiullo, où les mots sont disposés sur une portée musicale. Il ne sera pas rare de trouver des indications de tempo dans la poésie futuriste. Le meilleur exemple de poème phonétique à ambition musicale est Ursonate (1922-23), ou Sonate in Urlauten (Sonate en sons primitifs) de K. Schwitters. Les mots utilisés n’existent dans aucune langue, ou plutôt, pourraient exister dans n’importe laquelle. Ils sont dénués de sens et ne sont justifiés que dans un contexte émotionnel. Ils affectent l’oreille avec leurs vibrations acoustiques comme le fait la musique. Il s’agit de poésie acoustique structurée musicalement à partir de lettre. Pour donner un exemple, voici le premier thème (Fümm bö wö tää zää Uu).

### Le théâtre musical d’Aperghis
Abordons maintenant la musique vocale dans un contexte scénique avec une citation de György Ligeti. Lui insistera pour que le texte et la musique soient composés en même temps pour qu’ils aient un réel rapport. Il dira : « Cela m’a toujours dérangé que l’on ne puisse bien comprendre l’action d’un opéra qu’en ayant lu le livret ou au moins en résumé avant la représentation. Quiconque s’abandonne aux impressions qu’il reçoit de la scène perçoit un texte déformé par le chant, dont le sens demeure confus, et voit des actions dont il ne peut saisir ni la motivation, ni le rapport. C’est pourquoi je pense depuis longtemps que l’on doit composer des pièces musicales scéniques dans lesquelles il ne serait pas indispensable de comprendre le texte mot à mot pour saisir les événements qui se produisent. Un tel texte ne devrait fixer aucune relation abstraite, mais traduire directement des émotions et des comportements, de sorte que les éléments scéniques et les actions puissent être pris pour des choses sensées au lieu des extravagances abstraites du texte.»
D’un point de vue narratif, Georges Aperghis travail encore avec des textes constitués de mots et phrases, mais totalement dénués de sens sémantique. Prenons par exemple Récitation pour voix seule (1977 – 1978). Une grande partie est basée sur la désarticulation des mots pour les vider de leur sens et les aborder dans la structure musicale comme simple objet sonore. Il déclare « battre les syllabes comme on bat les cartes », en alternant des mots réels et d’autres imaginaires. Ce ne sera plus tant l’histoire que la voix raconte qui sera importante, mais la musique. Les mots sont traités pour leur valeur expressive plus que pour leur valeur significative. Le chanteur devient un instrumentiste comme un autre. « La préparation du texte, la manière de le protéger du déjà entendu, de l’écarter des habitudes de la poésie, du théâtre ou du parlé de la vie quotidienne s’assimile à un travail mélodique qui se construit et s’imbrique dans l’écriture musicale. Le texte n’est pas réfléchi en dehors de la musique ; chaque phonème est, dès sa naissance, affublé d’une action sonore.» Cette démarche aboutira à la création d’une langue imaginaire par le biais de la musique. Parfois, l’auditeur croira reconnaitre çà et là une certaine couleur linguistique, mais ce ne sera que l’effet d’une permutation de syllabe, d’une association de phonème, etc. qui donnent cette illusion. Toute référence explicite deviendra impossible.
Pour noyer un peu plus la compréhension de la narration, Aperghis a souvent recours au détournement (d’objets, d’idées, de sons, de gestes, de mots, etc.). C’est-à-dire qu’il utilise des éléments isolés dans un contexte différent de celui qui leur était accolé. Par exemple, pour les mots, il les associe de manière incohérente avec un contexte scénique (ex. des textes scientifiques détournés en histoire d’amour) ; des gestes explicites rattachés à un texte explosé et recomposé (et donc incompréhensible) ; des objets du quotidien détournés de leur utilité première (ex. des objets collés sur une nappe suspendue qui deviennent des instruments de musique). De ces combinaisons d’éléments en confrontation résulte un « discours indirect ».
Cette absence de narration voulue par Aperghis a pour résultat que ses œuvres sont dénuées d’action directionnelle. En abandonnant la structure formelle du langage sémantique, il abandonne du même coup toute émergence d’histoire. Le spectateur est plongé dans un travail d’appréhension momentanée. Il ne devra pas chercher de justification à l’action par rapport à ce qui précède et ce qui suit. Toutes tentatives de compréhension rationnelle ne mènent nulle part. Les causes et effets sont trop nombreux et imprévisibles.
Aperghis mettra en comparaison l’opéra et le théâtre musical. Selon lui, « dans l'opéra, la musique vient d'un livret porteur d'un récit ; tandis que dans le théâtre musical, il n'y a pas de récit, ni de personnages psychologiquement constitués, ni d'histoire linéaire, il y a juste l'idée que tout est musique et que les modes d'organisation musicale peuvent s'appliquer à tous les éléments du spectacle. […] Un opéra suppose une intrigue bien perceptible, des situations et des personnages repérables ; il exige un nœud dramatique, des péripéties, des conflits, des rebondissements, et même s'il rejette les émotions convenues et la psychologie primaire, il se plaît à inventer des grands moments de lyrisme. Une dramaturgie préexistante, fondée sur un texte - qu'il soit intégralement respecté ou au contraire très fortement basculé - est donc nécessaire dans un opéra, alors qu'elle est soigneusement évitée dans une pièce de théâtre musical. Le fil conducteur de l'action est préalablement posé dans un opéra, alors qu'il n'y en a aucun dans le théâtre musical où toutes les situations scéniques naissent de purs jeux musicaux. Une composition de théâtre musical ne fixe jamais un sens précis ; elle ne délivre pas un message expressif unique ; en revanche, dans les opéras, le livret existe préalablement à la musique. »
Quel est le but de cette démarche ? Aperghis désire avant tout conserver tout au long de ses œuvres l’effet de surprise, de dépaysement permanent. Il ne désire pas créer de repères psychologiques qui risquent d’orienter la compréhension de manière trop impérative. Cela n’empêche pas l’émergence de quelques indices de drame, mais ils sont très vite interrompus avant qu’une histoire ne puisse s’installer. Il ne s’agit pas là d’un refus des formes dramatiques traditionnelles, mais plutôt d’un désir de multipolarité dans l’œuvre pour que l’auditeur/spectateur soit dans une démarche de perception active et inventive.
Mais alors, d’où part-il pour créer son spectacle ? Soit d’une série de jeux ou d’improvisation, soit d’une idée scénographique, soit d’un texte. L’écoute active de l’auditeur prend tout son sens du fait qu’Aperghis n’impose pas une histoire. Il exploite l’aspect inter-référentiel de sa mise en scène pour jouer avec la mémoire du spectateur. En effet, notre mémoire culturelle est extrêmement chargée. Elle est saturée de références. « Le spectateur se fabrique une histoire qui n'est pas vraiment une histoire, mais des souvenirs de ce qu'il a vécu, connu, des choses où il se retrouve. »
Pour en venir à la mise en scène, l’enjeu majeur chez Aperghis est la suppression des frontières entre les différentes disciplines. Les musiciens se mêlent au travail de comédien, et les acteurs se servent de leur voix autrement qu’en restant collés à leur texte. Il exige de ses comédiens qu’ils explorent de nouvelles facultés d’expression pour échapper à la déclamation traditionnelle psychologique. De même pour les chanteurs. Sa voix passera du Bel canto aux cris, chuchotement, grognement, éructation, balbutiement, etc. Ils devront se plier aux exigences de la mise en scène. Le chant n’est plus le centre de la pièce, mais un outil expressif parmi les autres exploités dans le théâtre musical. Cela implique donc un travail collectif entre les différentes disciplines.
La particularité de la démarche compositionnelle d’Aperghis est qu’il compose pour un musicien plutôt que pour un instrument. En effet, lorsque nous regardons par exemple certaines séquences de Commentaires (œuvre théâtrale sur des textes de Philippe Minyana), nous pourrions presque penser qu’il s’agit de portraits tant les musiciens font corps avec ce qu’ils jouent. Aperghis procède à un travail de composition collectif. Pour ce faire, il doit être à l’écoute de ses interprètes, accueillir leurs initiatives, connaitre leurs motivations à s’investir dans un tel projet. Le travail de préparation est donc radicalement différent des répétitions d’une œuvre musicale traditionnelle. Il ne s’agit pas d’aborder une partition préétablie afin de l’exécuter avec une fidélité optimale. Aperghis constituera sa partition en fonction des potentialités individuelles des chanteurs, acteurs, instrumentistes, et reste ouverte à toute modification pour encourager la créativité des différents protagonistes du projet. « [. . .] la musique que j'essaie d'inventer ne vient pas d'en haut, elle ne nous tombe pas dessus, mais elle est créée par l'instrumentiste. Ce que je cherche, c'est une musique qui sorte du corps, où l'on retrouve cet état physique entre le corps de l'instrumentiste et le corps musical. […] la donnée de base dans la composition n'est qu'un amas d'idées, de savoirs, de désirs, que je ne pouvais pas définir. »
Le travail de composition est donc très lent et demande un investissement personnel plus important de la part des interprètes. Cette manière de composer provient du fait qu’Aperghis prône le travail empirique. « Je trouve surtout que mon évolution est d'une très grande lenteur. J'ai mis beaucoup de temps à comprendre certaines choses, car je suis très empirique : je ne crois pas à ce que l'on me dit. Lorsqu'on me démontre quelque chose d'un point de vue théorique, je n'entends rien. Et dix ans plus tard, je fais le même constat, mais par mon propre travail. Par exemple, en ce qui concerne le théâtre musical, je n'ai pas encore suffisamment de connaissances pour pouvoir écrire chez moi, et donner les partitions aux musiciens. Je dois travailler d'une façon empirique, sur place. En plus je ne suis jamais sûr de rien. J'ai toujours peur de m'être trompé sur toute la ligne, que toutes mes idées, mes réalisations, soient basées sur une équation, et que cette équation soit fausse. »
Mais alors, des questions se posent : comment construire un spectacle à partir de ce langage personnel ? Y a-t-il une seule source ou un axe qui explique la cohérence de ses spectacles ? Aperghis s’appuie sur une tout autre conception de la structure, de la cohérence, de la continuité. Ses pièces ne sont pas des démonstrations d’une recherche intellectuelle, mais plutôt une suite d’aventures créatrices lancées sans buts prévisibles. « Le contexte artistique et culturel dans lequel nous vivons n'admet pas qu'un spectacle, plus précisément qu'une série de spectacles, soient faits d'une aventure. Quand je parle d'aventure, je veux dire que le spectacle n'est jamais conçu à l'avance comme un produit fini, qu'il n'est jamais fait de poudre à jeter aux yeux pour 'avoir l'air' fini. Les spectacles ne sont pas montrés pour plaire à tout prix ; ils viennent montrer où l'on en est de notre travail [...] Nous ne sommes pas à la mode... J'ai l'impression que l'on vit dans une société qui ne voudrait admettre que les chefs-d’œuvre, ou les apparences du chef-d’œuvre, mais qui ne sait pas s'intéresser à un travail quotidien d'expérimentation et d'invention. »
La mémorisation est importante dans ses œuvres scéniques. Le jour de la représentation, le musicien ne pourra pas s’aider de la partition. Ce qu’il joue est le fruit d’une lente imprégnation, donnant plus de force à son engagement. Cela donne parfois l’impression d’improvisation, mais tous les composants du spectacle sont les résultats d’une méticuleuse mise en place. Le but est de casser cette frontière visuelle qu’est le pupitre entre le spectateur et l’interprète. Cette absence de partition permet également à l’interprète de se déplacer sur scène. Il n’est plus enfermé dans sa « bulle. » Il arrive même que les instrumentistes permutent d’instruments.
Tous ces éléments de compositions et évènements scéniques rendent l’analyse des œuvres d’Aperghis difficile tant elles sont complexes et détaillées, malgré l’impression d’improvisation. « Georges est un musicien qui cherche autant d'invention dans la mise en scène que dans la musique, il compose aussi la mise en scène. Quand il arrive en répétition, il ne sait pas du tout ce qu'il va faire, il avance par pulsion, par expériences, en renonçant souvent à des tentatives, en essayant une foule de détails, de situations, de versions différentes, pour un même extrait... Par contre il a toujours une idée très précise de l'effet que va rendre un geste, un déplacement, une attitude, l'utilisation d'un accessoire. Car tout compte en définitive : ce n'est pas une mise en scène ni une direction d'acteur ni un décor rapporté sur une partition. Tout est inclus dans tout, rien n'existe sans rien. C'est la raison pour laquelle on ne peut pas prendre ses œuvres de théâtre musical en omettant une partie ou un élément quelconque : elles deviendraient alors incompréhensibles.»